# Club de Atletismo Unicaja
El Club de Atletismo Unicaja (hasta 2010 llamado Club de Atletismo Caja de Jaén) fue fundado en Jaén en 1979 con la denominación de Club Polideportivo Zeus. El 30 de agosto de 1990, con motivo del patrocinio de la Caja Provincial de Ahorros de Jaén, el club pasó a tomar su denominación anterior hasta que Unicaja se fusionara con Caja Jaén y pasara a llamarse como conocemos ahora.
Entre los atletas más destacados que han pasado por el Club Unicaja cabe destacar a los internacionales Manuel Pancorbo, Juan de Dios Jurado y Mario Pestano.